# Mistr Doupovské madony
Mistr Doupovské madony je anonymní pozdně gotický řezbář, nazvaný podle svého nejvýznamnějšího díla – Assumpty z Doupova. Jeho dílna byla činná přibližně mezi lety 1460–1490 a sídlila pravděpodobně v Chebu.

## Dílo
Předpokládá se, že řezbář navazoval na starší sochařskou tvorbu ve Štýrsku (Madona z Tamswegu, 1461-1466) a Norimberku (Assumpta z mariánského oltáře v Trautskirchen). Zmíněné předlohy mají oproti Doupovské madoně plně plasticky modelovaný objem. Tendenci k stlačení bloku a reliéfnímu zpracování je u Mistra Doupovské Madony možné přičíst inspiraci staršími díly z okruhu Jakoba Kaschauera (Mistra Freisingských figur). Vídeňsko-dolnobavorská orientace řezbáře se nejsilněji projevuje u nejstarší sochy celého souboru doupovského mistra – Assumpty z plzeňského muzea. Nahuštění měkkých záhybů drapérie pod tělem Ježíška spolu se zalamováním drapérie vychází z mísovitých a trubicovitých záhybů krásného slohu a blíží se uspořádání drapérie u tyrolské Madony z Maria Bühel bei Oberndorf (40. léta 15. stol.). Ve srovnání s ní je plzeňská socha štíhlejší, méně rozvinutá do prostoru. Záhyby drapérie jsou zplihlé a více přiléhají k tělesnému objemu.
Dolnobavorský styl dlouhých linií, který reprezentuje Madona z Berlínských muzeí (60. léta 15. stol.), má některé společné znaky s Madonou z klášterního kostela v Teplé, která pochází zhruba ze stejné doby. Charakteristické je uspořádání svrchního šatu s dlouhými vertikálními trubicemi, které jsou pouze v pase a pod tělem dítěte složeny v zalamované drapy.
Nejkvalitnější sochou připsanou Mistru Doupovské madony je Assumpta z Doupova, pocházející ze 70. let 15. století. Byla vystavena např. v Československém pavilonu na Světové výstavě 1967 v Montrealu.
Assumpta z Kynšperka je z celého souboru nejmladší a stylově souvisí se švábským sochařstvím (Madona z Neufra, Madona z Heggbachu), jehož impulzy do Čech zprostředkovalo starší norimberské sochařství. Jde zejména o okruh Mistra Cvikovského oltáře, spolupracujícího s dílnou Hanse Pleydenwurffa a Michaela Wolgemuta, tedy období předcházející návratu Veita Stosse z Krakova. Assumpta z Kynšperka je typem tváře i schématem zalamovaných záhybů drapérie blízká Doupovské madoně, ale liší se rouškou, která nahrazuje korunku. Celkově odpovídá retrográdním tendencím ke krásnému slohu, přítomným na území Čech před a kolem roku 1500.
Obě sochy z chebské galerie mají podobnou typiku tváří a záhybový systém drapérie jako madony z plzeňského muzea, Doupova, Teplé a Kynšperka, ale nižší kvalitu zpracování.
Z domácí tradice krásného slohu sochař převzal např. diagonální polohou dítěte, typiku tváří i výchozí pojetí drapérie. Originálním přínosem Mistra Doupovské madony je plošné zpracování vmačkávaných a zalamovaných záhybů drapérie, které obměňuje základní schéma, společné všem sochám připisovaným jeho dílně.

### Díla Mistra Doupovské madony a jeho dílny
- Assumpta z plzeňského muzea (60. léta 15. stol.), Západočeské muzeum v Plzni
- Madona z klášterního kostela v Teplé (60. léta 15. stol.), Národní galerie v Praze
- Assumpta z Doupova (1470-1480)
- Assumpta z Kynšperka nad Ohří (kolem 1490), Muzeum Sokolov[7]
- Panna Marie v naději, Galerie výtvarného umění v Chebu
- Panna Marie z Navštívení, Galerie výtvarného umění v Chebu
- Assumpta z Veliké Vsi[8]

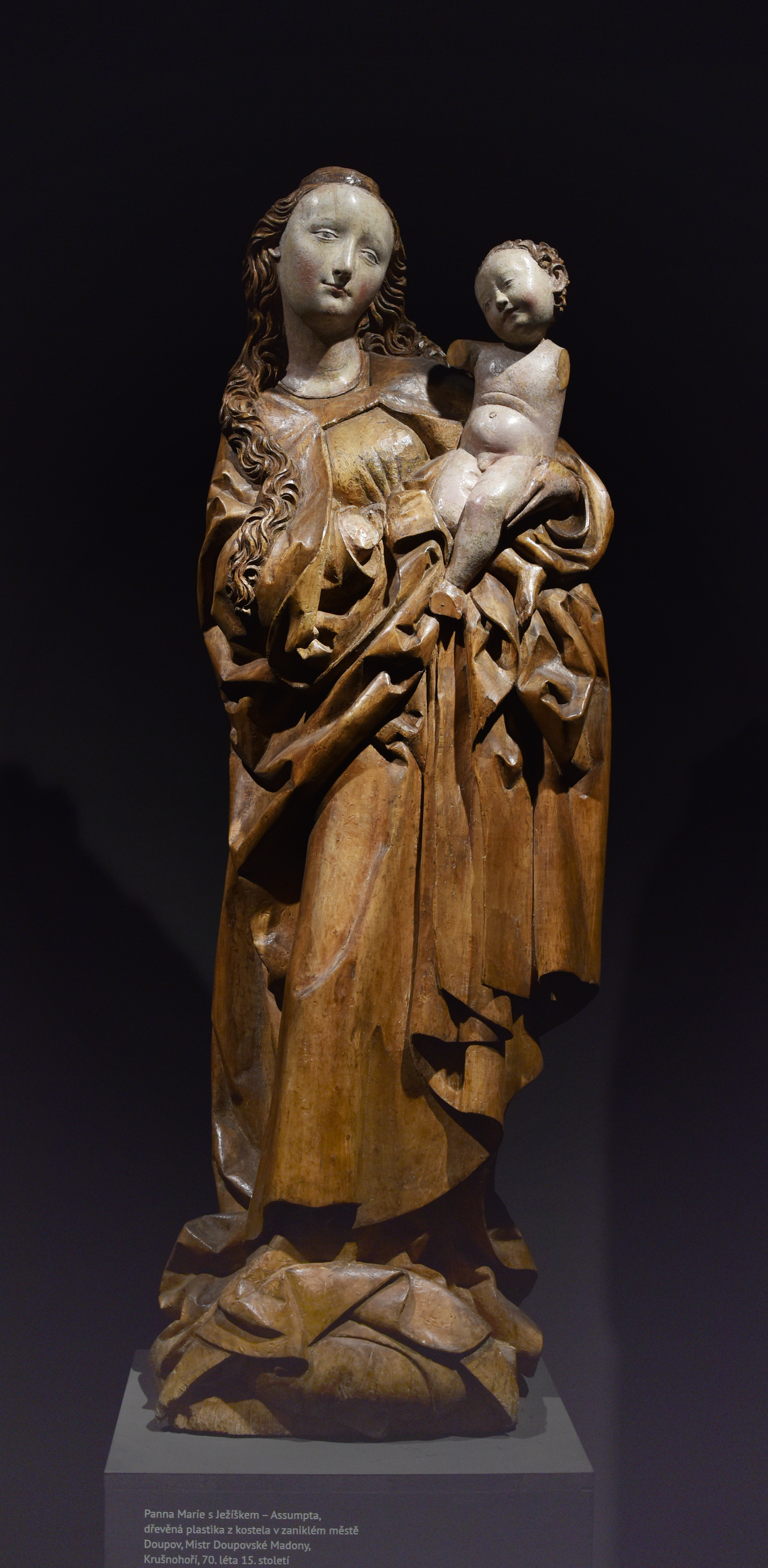
Doupovská madona (70. léta 15. stol.), Muzeum Karlovy Vary
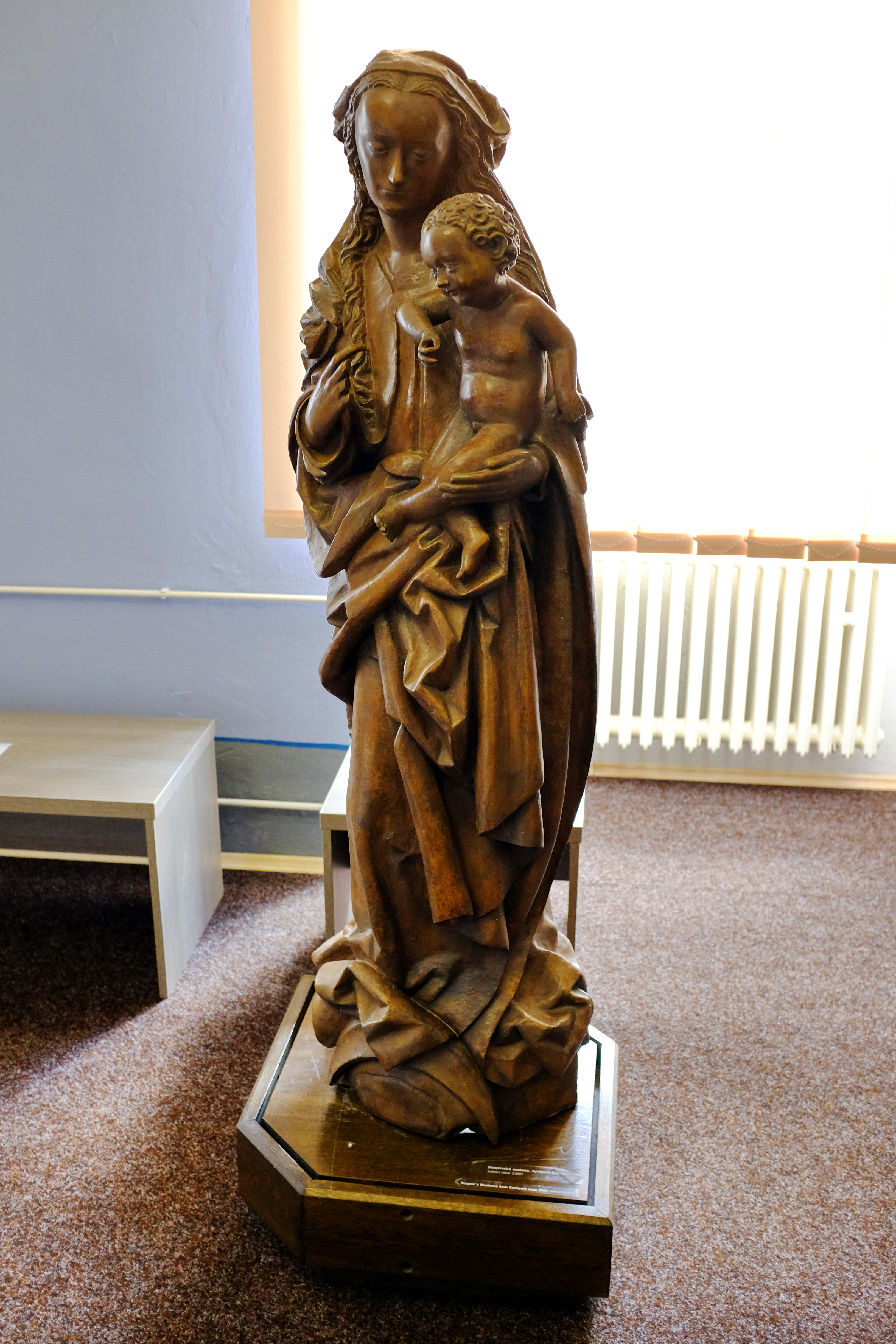
Assumpta z Kynšperka nad Ohří (kolem 1490)
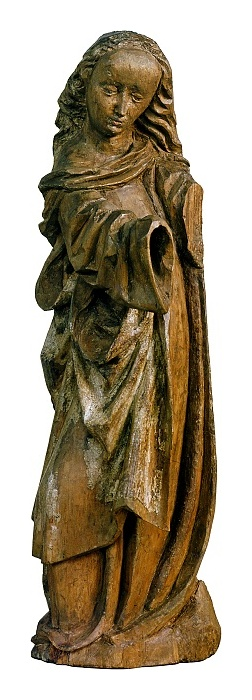
Panna Marie z Navštívení, 90. léta 15. stol, GVU Cheb

### Příbuzná díla
- Madona z Tamswegu[9]
- Assumpta z mariánského oltáře v Trautskirchen (první pol. 70. let)[10]
- Madona z Maria Bühel bei Oberndorf u Salcburku (40. léta 15. stol.)
- Madona z kostela v Heggbachu (1470)

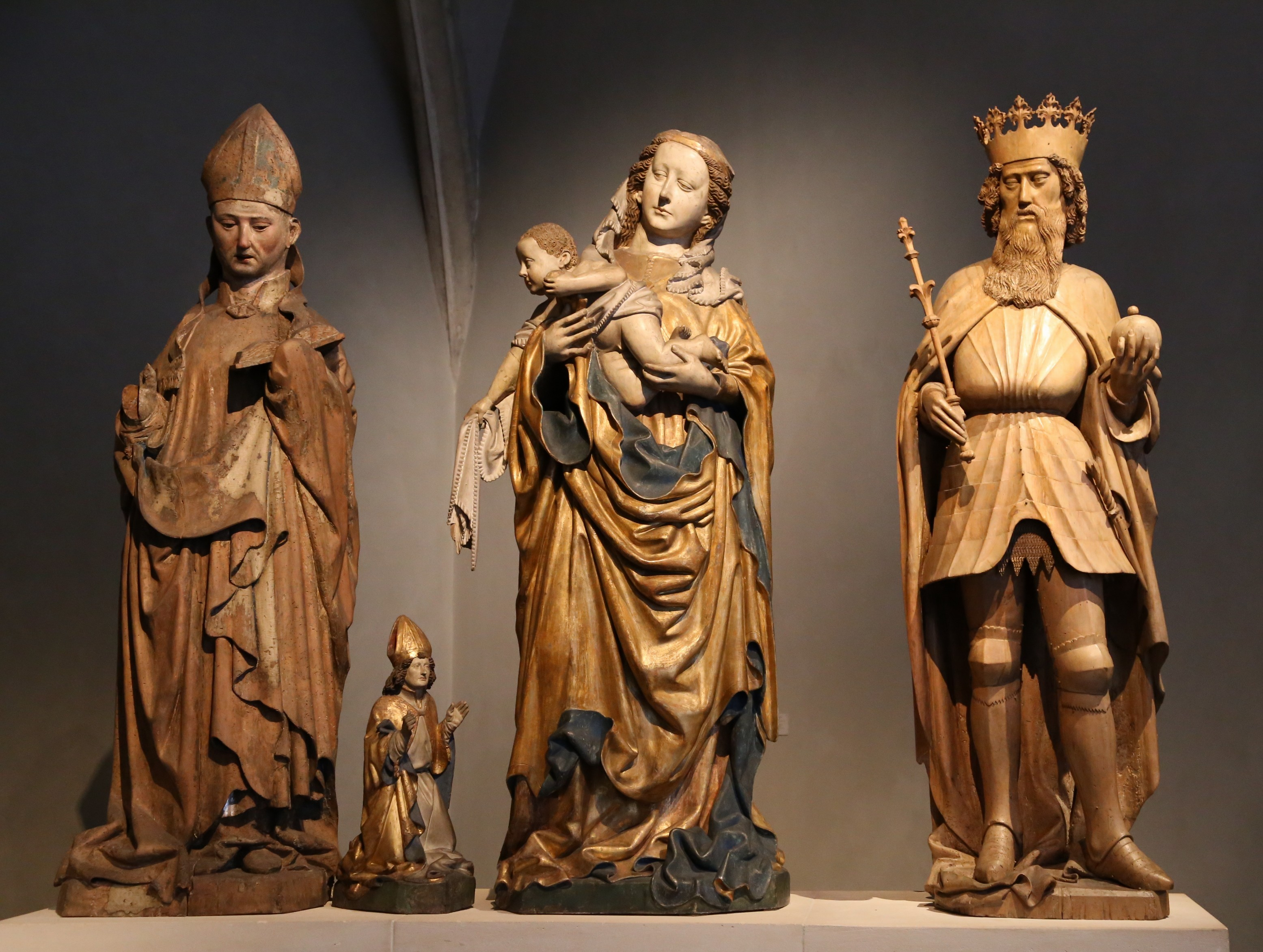
Jakob Kaschauer, sochy hlavního oltáře ve Freisingu (1443)
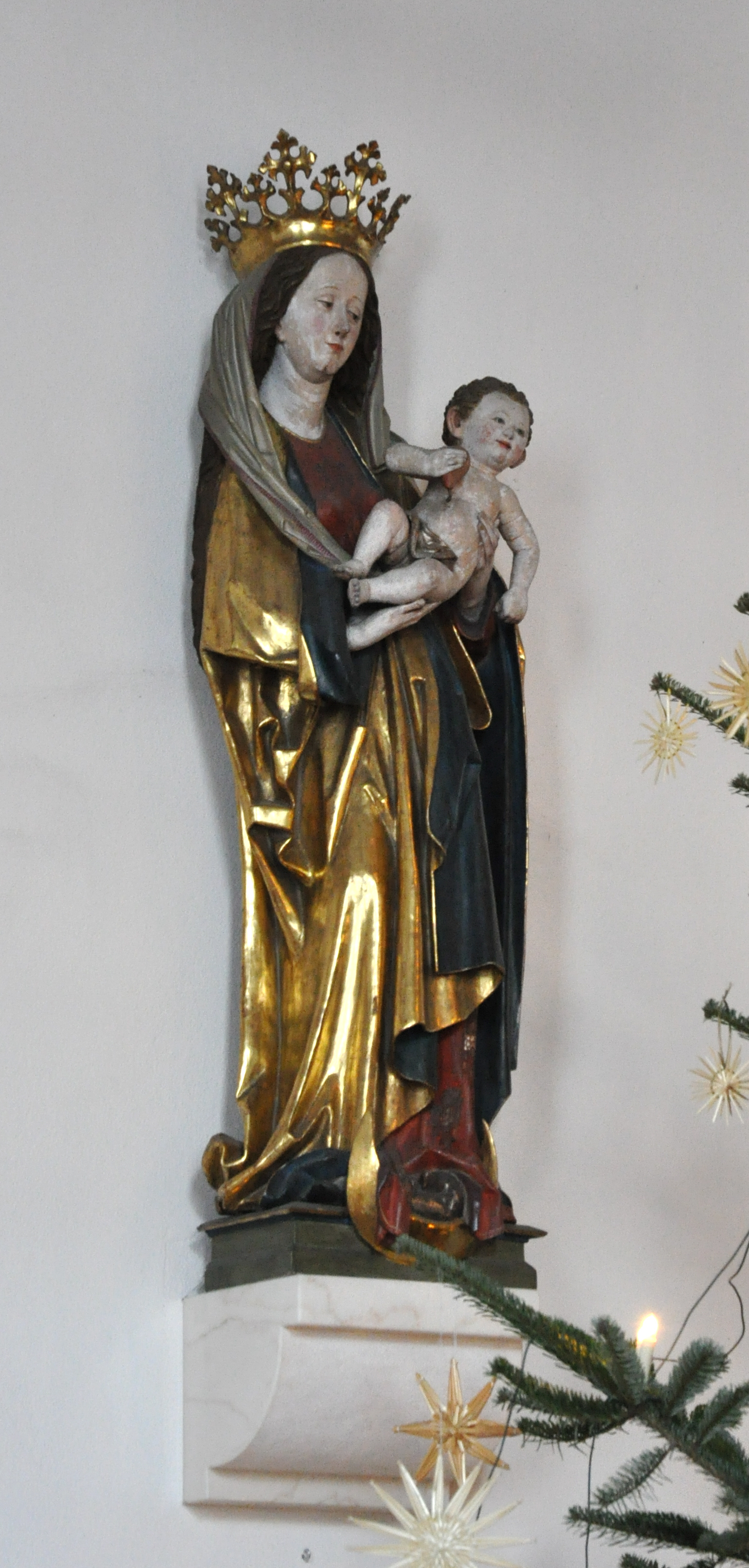
Madona s dítětem, kostel v Heggbachu